# 감기 조심
"감기 조심"(Take Care Cold)은 한국에서 제작된 인형민 감독의 2006년 드라마 영화이다. 김성미 등이 주연으로 출연하였다.

## 출연

### 주연
- 김성미

### 조연
- 이란희
- 방기철

## 기타
- 프로듀서: 김태우
- 조명: 방기철
- 녹음: 김인섭